# Jolanda di Savoia
Jolanda di Savoia é uma comuna italiana da região da Emília-Romanha, província de Ferrara, com cerca de 3.353 habitantes. Estende-se por uma área de 108 km², tendo uma densidade populacional de 31 hab/km². Faz fronteira com Berra, Codigoro, Copparo, Formignana, Migliarino, Tresigallo.

## Demografia
| Variação demográfica do município entre 1861 e 2011                               |
|                                                                                   |
| Fonte: Istituto Nazionale di Statistica (ISTAT) - Elaboração gráfica da Wikipedia |